# 아이티의 코로나19 범유행

다음은 아이티의 코로나19 범유행 현황에 대한 설명이다.

## 배경
세계보건기구(WHO)는 12일 2019년 12월 31일 처음 WHO의 주목을 받았던 중화인민공화국 후베이성 우한시의 한 집단에서 신종 코로나바이러스가 호흡기 질환의 원인임을 확인했다. 이 군단은 처음에 우한화난수산물도매시장과 연결되어 있었다. 그러나 실험실 확정 결과가 나온 그 첫 사례들 중 일부는 시장과 연관성이 없었고, 전염병의 근원은 알려져 있지 않다.
2003년 사스와 달리 COVID-19의 경우 치명률은 훨씬 낮았지만, 총 사망자 수가 상당할 정도로 감염 경로는 훨씬 더 컸다. COVID-19는 전형적으로 약 7일 정도의 독감과 유사한 증상을 보이며, 그 후 일부 사람들은 병원에 입원해야 하는 바이러스성 폐렴의 증상으로 발전한다. 3월 19일부터 COVID-19는 더 이상 "높은 결과 감염병"으로 분류되지 않았다.
2019년 한 연구에 따르면, 1,100만 명 이상의 인구 중, 아이티는 약 124개의 중환자실(ICU) 침대와 64개의 인공호흡기만을 보유하고 있다.

## 경과

### 4월
2019~20년 코로나바이러스 유행병은 2020년 3월 아이티에 상륙한 것으로 확인됐다. 지침 증례는 포르토프랭스에 있었다. 2020년 4월 25일 현재 전체 확진자는 72명, 현역 60명, 의심환자는 724명으로 사망자는 6명, 회복자는 6명이다.

### 5월
5월 3일 기준, 확진자 81명, 사망자 8명, 완치자 8명이다.

## 같이 보기
- 북아메리카의 코로나19 범유행
- 2013~2014년 치쿤구니야 유행
- 2009년 인플루엔자 범유행